# Georgios Kominis
Georgios Kominis (Grieks: Γεώργιος Κομίνης) (7 april 1980) is een Grieks voetbalscheidsrechter. Hij werd vanaf 2016 opgenomen door FIFA en UEFA en fluit sindsdien internationale wedstrijden. Hij is ook actief in de UEFA Youth League.
Op 30 juni 2016 maakte Kominis zijn debuut in Europees verband tijdens een wedstrijd tussen Shamrock Rovers en RoPS Rovaniemi in de voorrondes van de UEFA Europa League. De wedstrijd eindigde op 0–2.
Zijn eerste interland floot hij op 15 november 2018 toen San Marino 0–1 verloor tegen Moldavië na een doelpunt van Vitalie Damașcan.

## Interlands
| Datum            | Plaats                 | Wedstrijd             | Uitslag | Competitie                  | Kreeg geel | Kreeg voor de tweede keer geel en dus rood | Weggestuurd |
| ---------------- | ---------------------- | --------------------- | ------- | --------------------------- | ---------- | ------------------------------------------ | ----------- |
| 15 november 2018 | Serravalle, San Marino | San Marino – Moldavië | 0 – 1   | UEFA Nations League 2018/19 | 3          | 0                                          | 0           |

Laatste aanpassing op 15 november 2018